# Servola
Servola (Škedenj in sloveno, Ščedna nel locale dialetto sloveno, o in versione arcaica Ščiédna, Sèrvola in dialetto triestino), è un rione storico della città di Trieste. Confina a nord con la Via Baiamonti, a Sud con la Via Valmaura, a Est con la Via dell'Istria e ad a ovest con la costa del golfo di Trieste. Complessivamente misura circa 1,5 km² ed è distante dal centro cittadino circa 3 km in direzione sud.
È uno dei centri delle manifestazioni del Carnevale triestino, citato dalla canzone popolare.
È stata sede del Consiglio Circoscrizionale di Servola-Chiarbola, fino all'accorpamento con quello di Valmaura-Borgo San Sergio (attualmente con sede in Via Paisiello).
È gemellata con il Rione Bianco di Faenza (dagli anni '70), e più recentemente con la Comunità degli Italiani di Villanova (Croazia) e con il villaggio di San Lorenzo (Reggio Calabria).
La variante italiana (veneta) del toponimo deriva da Sylvula (selvetta), dal piccolo bosco che copriva la piccola penisola posta nella parte meridionale della città. Il nome venne storpiato prima in Selvola poi nella versione corrente. La variante slovena Škedenj, invece, significherebbe "fienile, aia", ma più probabilmente deriva dalla variante dialettale Ščedna (da čediti = tagliare).
Il rione è anche noto per il caratteristico pane servolano (in particolare le famose Bighe) realizzato dalle cosiddette donne del pane (krušarce in sloveno e pancogole in dialetto triestino = donne panettieri). Servola aveva una tradizione di panificazione molto importante e riconosciuta non solo a Trieste. Nel 1756 vinse pure il primo premio in concorso indetto dalla Corona d'Austria per il pane migliore dell'Impero, e fu proprio in quella occasione che le pancògole servolane andarono a Vienna e a corte presentarono il loro pane, le Bighe Servolane. Si dice che durante la Seconda Guerra Mondiale il pane di Servola arrivasse fino all'ospedale partigiano di Franja (a Novaki, in Slovenia). L'attività delle "donne del pane" continuò anche dopo la guerra, fino alla fine del 1954, quando la panificazione casalinga venne proibita dalle nuove norme igieniche. A quel tempo a Servola c'erano ancora 8 "pancogole", che continuarono l'attività "di contrabbando".

## Storia
Se non consideriamo le tracce della presenza romana (vicino al mare costruirono una fullonica, per il lavaggio delle stoffe, e davanti ad essa c'era un piccolo porto con tre moli), Servola nacque nel Medioevo (citata per la prima volta nel 1256) sul lato sud della collina sotto la Chiesa di San Lorenzo Martire, dove si trovavano l'antico cimitero e la sede vescovile (da cui i toponimi Škofije e 'Drio Skofije). Nel 1271 viene menzionata per la prima volta la chiesetta di San Saba (o San Sabba o Abbacia San Sabate). Secondo lo Jenner, fu demolita nel 1784.
Il colle, disboscato per far posto alla coltivazione della vite, nel 1303 grazie all'impulso del vescovo Pedrazzani originario di Castel Rebeco, divenne sede di un piccolo borgo popolato da coloni provenienti da Soncino, borgo non distante dal paese d'origine  del vescovo, che secondo la tradizione, vennero chiamati da quel luogo per contribuire alla costruzione della cattedrale di San Giusto. Questi remoti abitanti sono ricordati nell'odonimo via dei Soncini, oltre che probabilmente nelle forme cognominali derivate, molto comuni localmente. Almeno fin dal XVI secolo Servola ospitava delle saline, delle quali al vescovo spettava una parte dei ricavi, dismesse verso la fine del XIX secolo.
L'attuale chiesa parrocchiale di San Lorenzo si trova sullo stesso posto di una chiesa precedente, citata per la prima volta nel 1338 e restaurata nel 1631; demolita per realizzare una nuova nel 1844, un incendio distrusse la nuova chiesa nel 1899. Nel 1891 venne eretta la chiesa attuale. È parrocchia dal 1851. Nel 1710 venne eretta la chiesa di San Pantaleone.

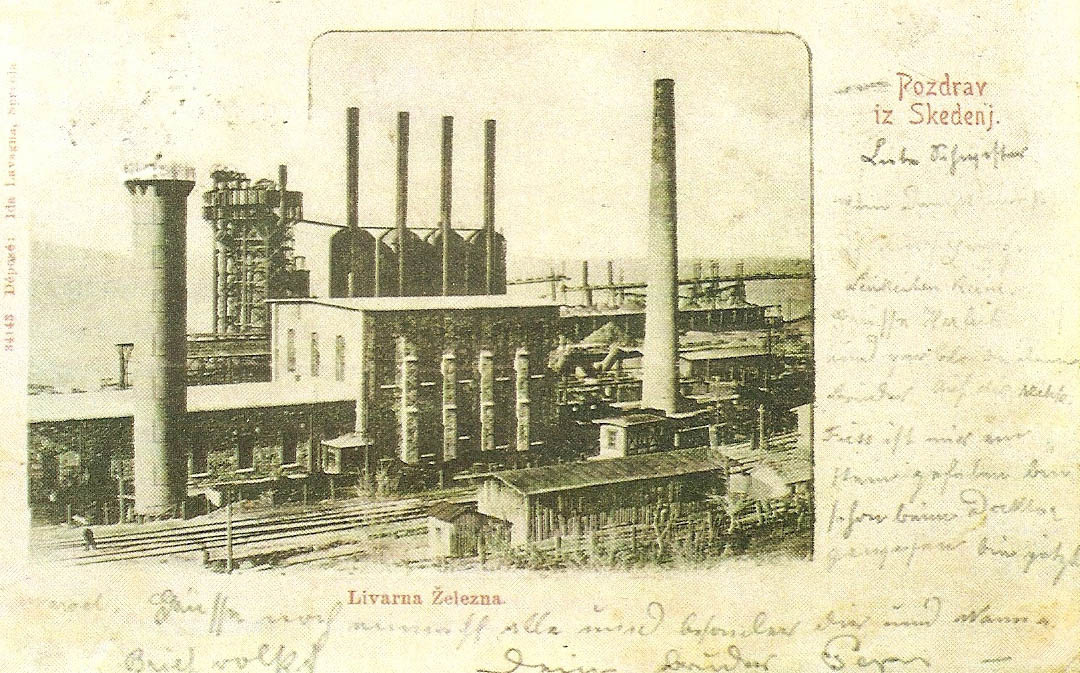
La ferriera di Servola nel 1905

Nel 1897 venne insediato il primo nucleo dell'odierna Ferriera di Servola ad opera della Società Industriale della Carniola (Krainische Industrie Gesellschaft). Dal 1906 al 1908 operò a Servola la fabbrica di automobili "Alba Automobilwerke Aktiengesellschaft".
Durante il fascismo alla parte del rione vicino alla Ferriera si dette il nome di Villaggio Ilvania (da ILVA, il nome fu coniato da Mussolini in visita a Trieste). Il termine tradizionale fu sempre predominante, però, nell'uso comune.
Nel 1776 il villaggio contava circa 350 abitanti e 107 case, nel 1804 480 ab. e 135 case, nel 1825 circa 700 ab. e 118 case, nel 1834 909 ab. L'aumento demografico di quei tempi fu dovuto soprattutto a immigrati dal Carso, ma anche dall'Istria, dai colli Birchini e dalla Valle del Vipacco; meno dai vicini paesi del comune di San Dorligo. Nel 1869 il borgo contava già 1 883 abitanti e 229 case ed era diventato il più grande villaggio del suburbio di Trieste, in quanto non veniva conteggiato come facente parte della città. Nel 1910 gli abitanti erano 5372, nel 1931 6828, nel 1951 9611, nel 1971 13.537, nel 1986 15.947. Con l'aumentare della popolazione è anche cambiata sensibilmente la composizione etnica tra italiani e sloveni (le due comunità principali del territorio): secondo il censimento del 1900 gli sloveni costituivano il 43% del totale, nel 1910 il 60%, in una stima del 1945 il 43% (3222 persone), nell'ultimo censimento linguistico nel 1971 il 6% (833).
A Servola venne aperta la prima scuola del circondario di Trieste, perché era "il villaggio più grande, più vicino e più operoso". Il primo insegnante venne assunto alla fine del 1780, ma le lezioni iniziarono l'anno successivo. Nel 1879 venne aperta la scuola elementare con lingua d'insegnamento italiana, nel 1898 l'asilo con lingua d'insegnamento slovena, fondato da Draga Gregorič Rosenberg, nel 1901 quello italiano. Nel 1907 venne organizzata la scuola tedesca e nel 1909 l'asilo.
Anche l'attività culturale ebbe inizio in anni lontani: seguendo l'esempio della Slovanska čitalnica (sala di lettura slava) di Trieste del 1861 e delle Kmečke čitalnice (sale di lettura contadine) a Roiano, Barcola, San Giovanni, Opicina, Rozzol, anche a Servola nel 1868 venne fondata una Sala di lettura contadina (kmečka čitalnica), che però durò solo fino al 1870. Ma già nel 1884 venne fondato il circolo corale Slovanska vila, di 40 elementi e da allora le attività culturali si moltiplicarono. Se la Slovanska vila venne si sciolse nel 1886, nel 1889 nacque il nuovo coro Velesila.

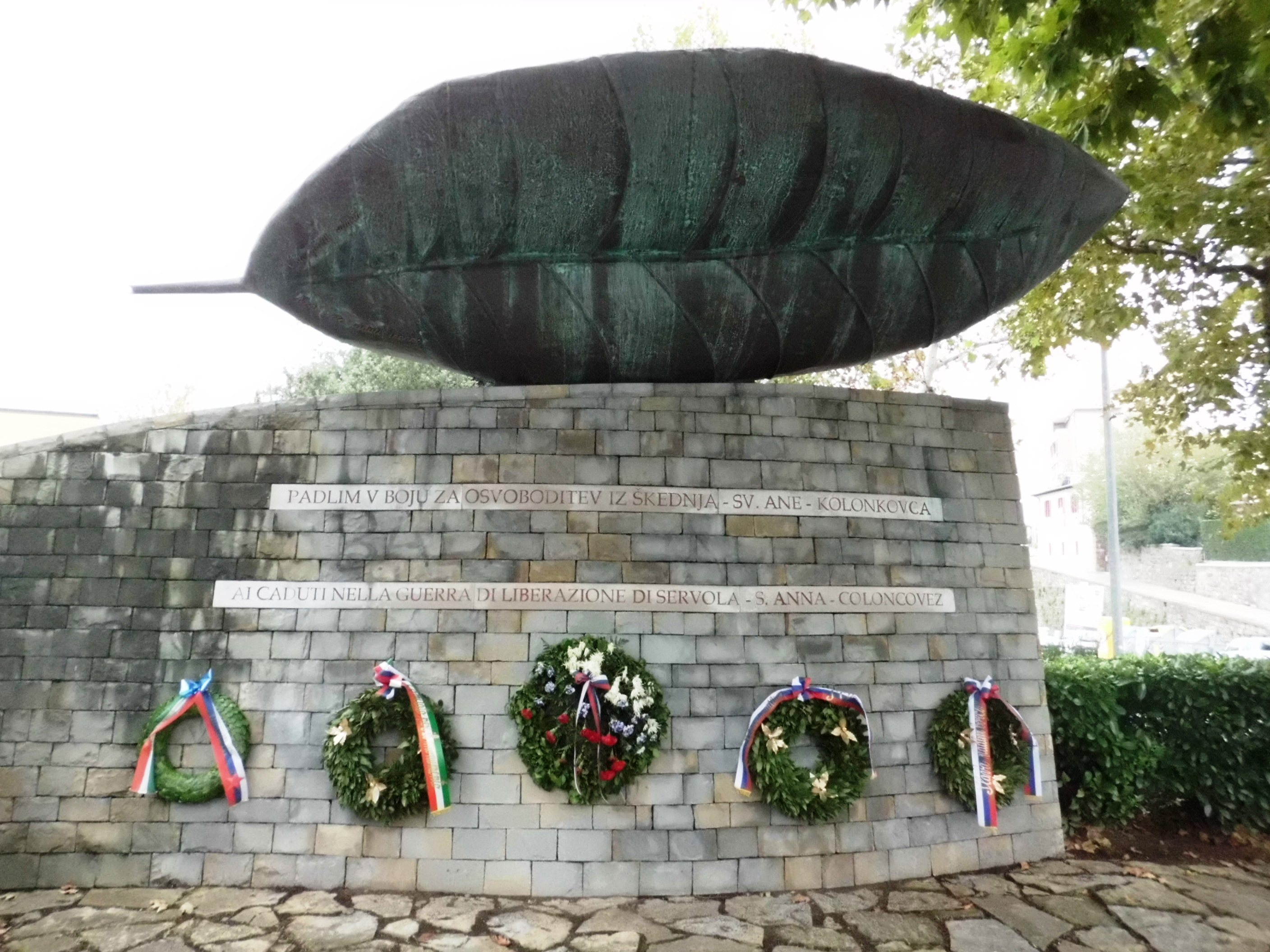
Monumento ai caduti nella seconda guerra mondiale nei pressi del Cimitero di Sant'Anna

Il 10 giugno 1944 36 persone morirono durante i bombardamenti, ma Servola venne bombardata già nella Prima Guerra Mondiale, con 9 morti. I Caduti locali della Resistenza, assieme a quelli dei rioni limitrofi di S. Anna e di Coloncovez, sono ricordati da un monumento in Via dell'Istria edificato in forma definitiva nel 2001. Nel 1946 invece - durante un corteo postbellico - 2 persone morirono sotto i colpi della Polizia Civile, che sparò sui manifestanti.
I più antichi cognomi di Servola sono: Godina, Flego, Merlak, Suman e Sancin (o Sanzin). Quest'ultimo, derivante con tutta probabilità dai coloni di Castel Soncino, è anche il più numeroso: all'inizio del XX secolo si contavano 158 famiglie con tale cognome.

## Infrastrutture e trasporti
Collegata a Trieste dagli autoservizi Trieste Trasporti (linee 8 e 29), durante buona parte del Novecento Servola ospitava altresì un importante capolinea della rete tranviaria di Trieste.
È servita da stazione ferroviaria, attualmente percorsa da soli treni merci, che in passato era utilizzata dalla celebre Ferrovia Parenzana.
In passato era servita pure da un attracco marittimo nel tratto di costa sottostante l'abitato, da tempo inglobato nell'area portuale triestina.